# Geghi
Geghi (armeniska: Գեղի) är ett vattendrag i Armenien. Det ligger i provinsen Siunik, i den sydöstra delen av landet, 190 kilometer sydost om huvudstaden Jerevan.
Trakten runt Geghi består i huvudsak av gräsmarker. Runt Geghi är det ganska glesbefolkat, med 42 invånare per kvadratkilometer.